# Ordishia striata
Ordishia striata là một loài bướm đêm thuộc phân họ Arctiinae, họ Erebidae.